# Segeltorps järnåldersgård
Segeltorps järnåldersgård är en fornlämning efter en gård från mellersta järnåldern. Fornlämningen är belägen i norra delen av Gömmarens naturreservat i Segeltorp i Huddinge kommun i Stockholms län. I Fornminnesregistret är den registrerad som RAÄ 156:1–3 och beskriven som tre stensättningar, det vill säga gravmarkeringar, men inventeraren ger också alternativet att det kan röra sig om två husgrunder.
Under en kurs i arkeologi vid Stockholms universitet våren 2020 reinventerades platsen och två studenter noterade lämningar i form av stenramar som markerat hussidor. Platsen beskrevs senare samma år i en C-uppsats.
Fornlämningen är lokaliserad till Vårbybäckens dalgångs östliga del cirka 500 meter efter bäckens början i Långsjön. Vårbybäcken är i dag strax norr om fornlämningen ett öppet dike. Platsen för gårdslämningen ligger i en åt norr sluttande backe med sandig morän gränsande mot glacial lerjord på en naturlig platå mellan dalgången med bäcken i norr och ett större skogsparti söderut (Gömmarens naturreservat). Fornlämningen består dels av en större stenram som består av två lätt utbuktande långsidor på cirka 25 meters längd med ett största avstånd av cirka 8 m. Den är gjord av stenar på 0,3—0,7 meter, 0,2—0,4 meter höga. Detta är den största lämningen som troligen markerar sidorna på ett långhus och är sannolikt huvudbyggnaden. Cirka 2 m väster om den västra långsidan finns en halvcirkelformad cirka 2 m diameter stenformation med oklar tolkning. I vinkel mot den större husmarkeringen, söder om denna finns två stenrader den längsta 16 meter, bredd 5 meter där ett hörn är tydligt vinkelrätt. Detta bedöms som trolig ekonomibyggnad. Företeelsen med stenram runt hus anses förekomma åren 200—550 e.Kr.
Inom 200 meter från gården låg gravfältet RAÄ Huddinge 31:1. Detta grävdes ut år 1980 på grund av exploatering av marken med villabebyggelse motsvarande Lövsångarvägen 23—25. Bland fynden från gravfältet fanns välgjorda bronsföremål. Ett reliefspänne dateras till 475—550 e.Kr. (sen folkvandringstid).

## Bilder

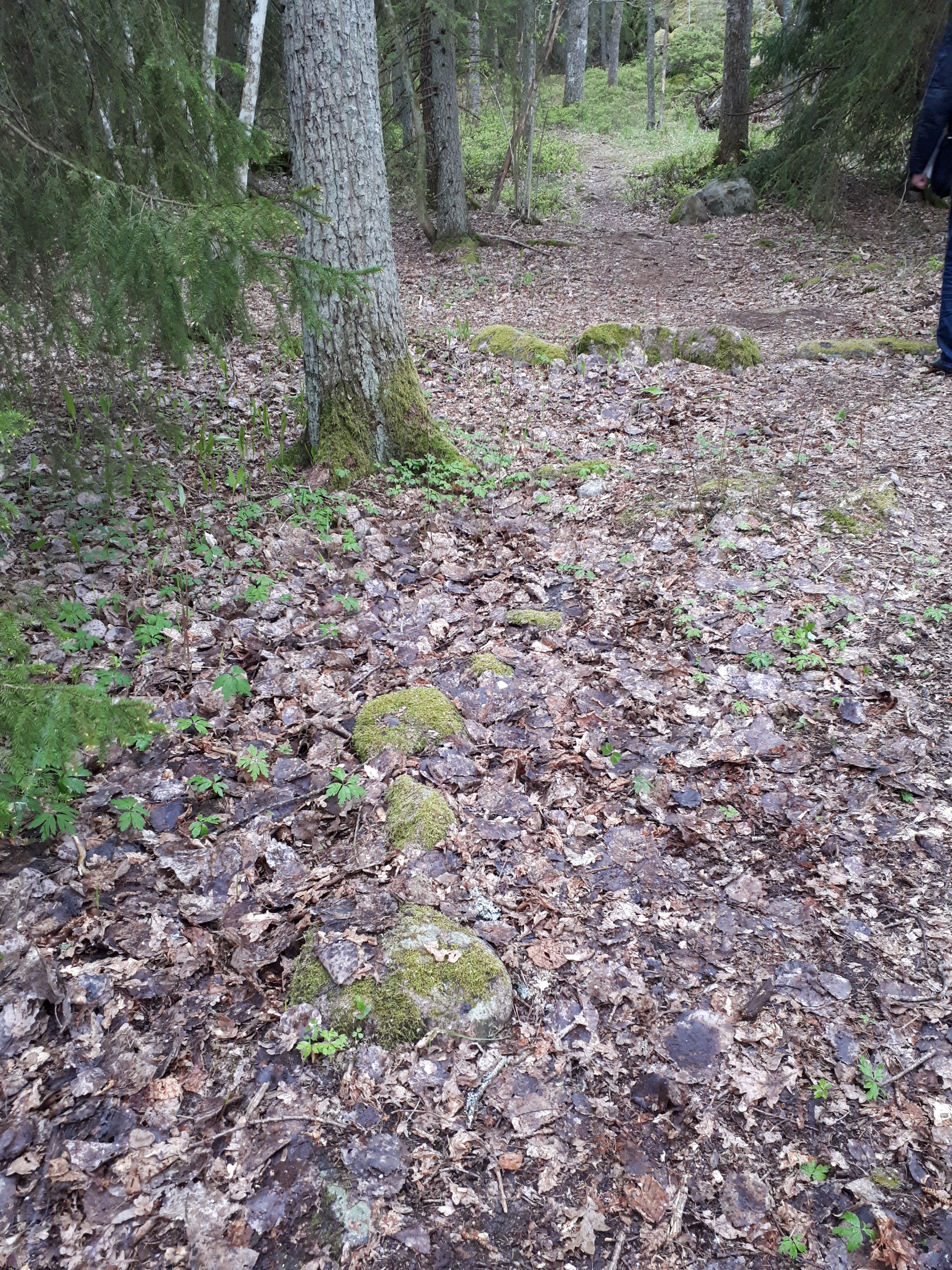
Möjlig grundmarkering av del av ekonomibyggnad.